# Potencial químico
En termodinámica, dentro de la física y en termoquímica dentro de la química, potencial químico, cuyo símbolo es μ es un término introducido en 1876 por el físico estadounidense Willard Gibbs, quien lo definió como sigue:

Si suponemos que se añade una cantidad infinitesimal de cualquier sustancia a una masa homogénea cualquiera en un estado de tensión hidrostática, que la masa permanece homogénea y su entropía y el volumen permanecen constantes, el incremento de la energía interna de la masa dividida por la cantidad de la sustancia añadida es el potencial para esa sustancia en la masa considerada.

Gibbs también pensó que para los propósitos de esta definición, cualquier elemento químico o combinación de elementos en unas proporciones dadas podrían ser considerados una sustancia, tanto si pudieran existir por sí mismos como un cuerpo homogéneo, como si ninguno pueda hacerlo. 
Más simplemente, el potencial químico también se define como la tendencia de un componente a escapar de una determinada fase, así, si el potencial químico es alto, el componente tenderá a salir lo más rápido posible de la fase en que se encuentra y al contrario, si es bajo (incluyendo valores negativos), tenderá a permanecer en ella.[cita requerida]

## Historia
En su ensayo de 1873 Un método de representación geométrica de las propiedades termodinámicas de las sustancias por medio de superficies (en inglés A Method of Geometrical Representation of the Thermodynamic Properties of Substances by Means of Surfaces), Gibbs introdujo el esbozo preliminar de los principios de su nueva ecuación, capaz de predecir o estimar las tendencias que siguen diversos procesos naturales cuando cuerpos o sistemas son puestos en contacto. A través del estudio de las interacciones de sustancias homogéneas en contacto, es decir, cuerpos, siendo su composición en parte sólida, en parte líquida, y en parte vapor, y utilizando un gráfico volumen-entropía-energía interna en tres dimensiones, Gibbs pudo determinar tres estados de equilibrio, es decir, "necesariamente estable", "neutral", e "inestable", y si los cambios se producirán o no. En 1876 Gibbs desarrolló este sistema al introducir el concepto de potencial químico para tener en cuenta las reacciones químicas y los estados de los cuerpos que son químicamente diferentes entre ellos. En sus propias palabras, para resumir sus resultados en 1873, Gibbs declara:

Si queremos expresar en una sola ecuación la condición necesaria y suficiente del equilibrio termodinámico para una sustancia cuando se encuentra en un medio a presión P y temperatura T constantes, esta ecuación podría ser escrita:

{\displaystyle \delta (\epsilon -T\eta +P\nu )=0}

donde {\displaystyle \delta } se refiere al cambio producido por cualquier variación en el estado de las partes del cuerpo, y (cuando diferentes partes del cuerpo están en diferentes estados) en la proporción en que el cuerpo está repartido entre los diferentes estados. La condición de equilibrio estable es que el valor de la expresión del paréntesis sea mínima.

En esta descripción, usando la notación dada por Gibbs, ε se refiere a la energía interna del cuerpo, η se refiere a la entropía del cuerpo, y υ es el volumen del cuerpo.

## Términos relacionados
El significado preciso del término potencial químico depende del contexto en que es utilizado.
- Cuando se habla de sistemas termodinámicos, potencial químico se refiere al potencial químico termodinámico. En este contexto, el potencial químico es la variación en una función de estado termodinámica característica en relación con la variación del número de moléculas. Dependiendo de las condiciones experimentales, la función de estado termodinámica característica es o bien la energía interna, la entalpía, la energía libre de Gibbs, o la energía de Helmholtz (según  las relaciones de Helmholtz). Este uso concreto del término es el más ampliamente utilizado por los químicos experimentales, los físicos, y los ingenieros químicos.

- Los químicos teóricos y los físicos a menudo emplean el término potencial químico en referencia al potencial químico electrónico, que está relacionado con la derivada funcional de la densidad funcional, también llamada en ocasiones la energía funcional, que se encuentra en la teoría de la densidad funcional. Esta acepción particular del término está muy extendida en el campo de la teoría de la estructura electrónica.

- Los físicos utilizan a veces el término potencial químico en la descripción de los sistemas relativistas de las partículas elementales.

## Potencial químico termodinámico
El potencial químico de un sistema termodinámico es el cambio de energía que experimentaría el sistema si fuera introducida en este una partícula adicional, manteniendo la presión temperatura  y el volumen constantes. Si un sistema contiene más de una especie de partículas, hay un potencial químico diferente asociado a cada especie, definido como el cambio en energía cuando el número de partículas de esa especie se incrementa en una unidad. El potencial químico es un parámetro fundamental en termodinámica y se asocia a la cantidad de materia.
El potencial químico es particularmente importante cuando se estudian sistemas de partículas que reaccionan. Consideremos el caso más simple de dos especies, donde una partícula de la especie 1 puede transformarse en una partícula de la especie 2 y viceversa. Un ejemplo de un sistema de esta clase sería una mezcla supersaturada de agua líquida (especie 1) y vapor de agua (especie 2). Si el sistema está en equilibrio, los potenciales químicos de las dos especies deben ser iguales. De lo contrario, cualquier incremento en un potencial químico produciría emisión neta e irreversible de energía del sistema en forma de calor cuando esa especie con el potencial incrementado se transformara en la otra especie, o una ganancia neta de energía (de nuevo en forma de calor) si tuviera lugar la transformación reversible. En las reacciones químicas, las condiciones de equilibrio son generalmente más complicadas ya que intervienen más de dos especies. En este caso, la relación entre los potenciales químicos en el equilibrio viene dada por la ley de acción de las masas.
Puesto que el potencial químico es una cantidad termodinámica, es definido independientemente del comportamiento micróscopico del sistema, es decir, de las propiedades de las partículas que lo constituyen. Sin embargo, algunos sistemas contienen importantes variables que son equivalentes al potencial químico. En los gases y líquidos de Fermi, el potencial químico en el cero absoluto de temperatura es equivalente a la energía de Fermi. En los sistemas electrónicos, el potencial químico está relacionado con el potencial eléctrico eficaz.

### Definición
Considere un sistema termodinámico que contiene n especies constitutivas. Su energía interna total U se postula como una función de la entropía S, el volumen V, y la cantidad de materia (o de sustancia) de cada especie n1,..., nn:

{\displaystyle U=U(S,V,n_{1},..n_{n})\,}

Refiriéndonos a U como la energía interna, remarcamos que las contribuciones de energía resultantes de las interacciones entre el sistema y los objetos externos están excluidas. Por ejemplo, la energía potencial gravitacional del sistema con la Tierra no está incluida en U.
El potencial químico de la especie i del sistema, μi se define como la derivada parcial:

{\displaystyle \mu _{i}=\left({\frac {\partial U}{\partial n_{i}}}\right)_{S,V,n_{j\neq i}}}

donde los subíndices indican simplemente que la entropía, el volumen, y la cantidad de materia de las otras especies deben ser mantenidos constantes.
En sistemas reales, generalmente resulta difícil mantener la entropía constante, ya que esto implica un buen aislamiento térmico. Por lo tanto, es más conveniente definir la energía libre de Helmholtz A, que es una función de la temperatura T, el volumen, y la cantidad de materia:

{\displaystyle A=A(T,V,n_{1},..n_{n})\,}

El potencial químico definido a partir de la energía libre de Helmholtz sería:

{\displaystyle \mu _{i}=\left({\frac {\partial A}{\partial n_{i}}}\right)_{T,V,n_{j\neq i}}}

Los experimentos de laboratorio se realizan a menudo bajo condiciones de presión y temperatura constantes. En estas condiciones, el potencial químico es la derivada parcial de la energía libre de Gibbs respecto a la cantidad de materia:

{\displaystyle \mu _{i}=\left({\frac {\partial G}{\partial n_{i}}}\right)_{T,p,n_{j\neq i}}}

Una expresión similar para el potencial químico puede ser escrita a partir de la derivada parcial de la entalpía, bajo condiciones de entropía y presión constantes.

## Potencial químico electrónico
El potencial químico electrónico es la derivada funcional de la funcional densidad respecto a la densidad electrónica.

{\displaystyle \mu ({\boldsymbol {r}})=\left[{\frac {\delta E[\rho ]}{\delta \rho ({\boldsymbol {r}})}}\right]_{\rho =\rho _{\rm {ref}}}}

Formalmente, una derivada funcional genera muchas funciones, pero es una función particular cuando se halla su valor a partir de una densidad electrónica de referencia; de igual forma que una derivada genera una función, pero es un número particular cuando se halla su valor a partir de un punto de referencia. La densidad funcional se escribe como:

{\displaystyle E[\rho ]=\int \rho ({\boldsymbol {r}})\nu ({\boldsymbol {r}})\,\mathrm {d} ^{3}r+F[\rho ]}

donde {\displaystyle \nu ({\boldsymbol {r}})} es el potencial externo; por ejemplo, el potencial electrostático de los núcleos y campos aplicados; y {\displaystyle F} es la funcional universal, que describe las interacciones electrón-electrón; por ejemplo, la repulsión electrónica de Coulomb, la energía cinética, y los efectos no-clásicos de intercambio y correlación. Con esta definición general de la funcional densidad, el potencial químico se escribe como:

{\displaystyle \mu ({\boldsymbol {r}})=\nu ({\boldsymbol {r}})+\left[{\frac {\delta F[\rho ]}{\delta \rho ({\boldsymbol {r}})}}\right]_{\rho =\rho _{\rm {ref}}}}

Por tanto, el potencial químico electrónico es el potencial electrostático eficaz experimentado por la densidad electrónica.
El estado fundamental de la densidad electrónica se detemina a partir de una optimización variacional restringida de la energía electrónica. El multiplicador de Lagrange que hace cumplir la restricción de la normalización de la densidad es también llamado el potencial químico, es decir:

{\displaystyle \delta \left\{E[\rho ]-\mu \left(\int \rho ({\boldsymbol {r}})\,\mathrm {d} ^{3}r-N\right)\right\}=0}

donde {\displaystyle N} es el número de electrones en el sistema y {\displaystyle \mu } es el multiplicador de Lagrange que hace cumplir la restricción.  Cuando este enunciado variacional se cumple, los términos del interior de la llave obedecen la propiedad:

{\displaystyle \left[{\frac {\delta E[\rho ]}{\delta \rho ({\boldsymbol {r}})}}\right]_{\rho =\rho _{0}}-\mu \left[{\frac {\delta N[\rho ]}{\delta \rho ({\boldsymbol {r}})}}\right]_{\rho =\rho _{0}}=0}

donde la densidad de referencia es la densidad que minimiza la energía. Esta expresión se simplica como:

{\displaystyle \left[{\frac {\delta E[\rho ]}{\delta \rho ({\boldsymbol {r}})}}\right]_{\rho =\rho _{0}}=\mu }

El multiplicador de Lagrange que hace cumplir la restricción es, por definición, una constante; sin embargo, la derivada funcional es, formalmente, una función. Por tanto, cuando la densidad minimiza la energía electrónica, el potencial químico tiene el mismo valor en cada punto del espacio. El gradiente del potencial químico es un campo eléctrico efectivo. Un campo eléctrico describe la fuerza por unidad de carga como una función del espacio. Por consiguiente, cuando la densidad se encuentra en el estado fundamental, la densidad electrónica es estacionaria, porque el gradiente del potencial químico (que no varía respecto a la posición) es cero en cualquier lugar, es decir, todas las fuerzas están equilibradas.  Cuando la densidad experimenta un cambio desde un estado no fundamental al estado fundamental, se dice que experimenta un proceso de igualación del potencial químico.
Algunas veces se considera el potencial químico de un átomo como el negativo de la electronegatividad del átomo. De forma similar a veces el proceso de igualación del potencial químico es llamado el proceso de igualación electronegativa. Esta relación proviene de la definición de electronegatividad de Mulliken. Al introducir las definiciones energéticas del potencial de ionización y de la afinidad electrónica en la electronegatividad de Mulliken, es posible demostrar que el potencial químico de Mulliken es una aproximación finita de la derivada parcial de la energía electrónica respecto al número de electrones, es decir:

{\displaystyle \mu _{\text{Mulliken}}=-\chi _{\text{Mulliken}}=-{\frac {E_{\rm {i}}+E_{\rm {ea}}}{2}}=\left[{\frac {\delta E[N]}{\delta N}}\right]_{N=N_{0}}}

donde Ei y Eea son la energía de ionización y la afinidad electrónica del átomo, respectivamente.

## Potencial químico de partículas elementales
Durante los últimos años la física térmica ha aplicado la definición de potencial químico a sistemas de la física de partículas y sus procesos asociados. En general, el potencial químico mide la tendencia de las partículas a difundirse. Esta característica señala al potencial químico como una función de localización espacial. Las partículas tienen tendencia a difundirse desde regiones de alto potencial químico a regiones de bajo potencial químico.  Siendo una función de la energía interna, el potencial químico se aplica de forma equivalente a fermiones y bosones. Esto es, en teoría, a cualquier partícula elemental se le puede asignar un valor de potencial químico, dependiendo de como modifica la energía interna del sistema en el que es introducida. La aplicación de los conceptos del potencial químico en sistemas cuyas temperaturas se encuentran cerca del cero absoluto ha arrojado una gran cantidad de resultados novedosos, atrayendo la atención de muchos investigadores debido a las posibles aplicaciones tecnológicas.
Para sistemas relativistas, es decir, sistemas en los cuales la masa invariante es mucho menor que la energía térmica equivalente, solamente se asigna potencial químico a aquellas partículas cuyo número no varía con el tiempo. Así, el potencial químico de los fotones, cuyo número fluctúa con el tiempo incluso en un sistema cerrado en equilibrio térmico, es cero. De forma similar, el potencial químico de los fonones, modo cuantizado de vibración que tiene lugar en redes cristalinas, también es cero. Un sistema formado por gluones y quarks  es el principal ejemplo de un sistema en el que aparecen muchos de esos potenciales químicos. De hecho, los seis sabores (o tipos) de quarks tienen potenciales químicos independientes. Las condiciones iniciales del sistema determinan el valor de estos potenciales químicos.

## Equilibrio de fases
El desarrollo del equilibrio de fases se puede predecir mediante el potencial químico. Un equilibrio de fases implica la misma sustancia química presente en diferentes fases. Por ejemplo, {\displaystyle {\ce {{C6H12O6}(s) <=> C6H12O6 (aq)}}}. La condición de equilibrio en un sistema cerrado en el que solo se efectúa trabajo presión-volumen (P-V) viene dada por la ecuación:

{\displaystyle \sum _{\alpha }\sum _{i}\mu _{i}^{\alpha }\,\mathrm {d} n_{i}^{\alpha }=0}

Donde α denota la fase, μ el potencial químico, n los moles de sustancia química y j la sustancia química en cuestión. Suponiendo que en un sistema de dos fases, dnj moles de una sustancia j fluyen de la fase β a la fase δ. Debido a que el flujo va de β a δ tenemos que dnβj=-dnj y dnδj=dnj. Además suponemos que dnj≠0. Considerando las últimas dos relaciones obtenemos que:

{\displaystyle \mu _{j}^{\beta }=\mu _{j}^{\delta }}

Esto significa que en un sistema cerrado en equilibrio térmico y mecánico con trabajo P-V solamente, la condición de equilibrio de fases es que el potencial químico sea el mismo en cada fase del sistema. 
Ahora supongamos que el sistema aún no ha llegado al equilibrio. Supongamos que dnj moles de la sustancia j fluyen de forma espontánea de la fase β a la fase δ. Para ese proceso irreversible tenemos dos ecuaciones:

{\displaystyle \mathrm {d} G<-S\,\mathrm {d} T+V\,\mathrm {d} P}

{\displaystyle \mathrm {d} G=-S\,\mathrm {d} T+V\,\mathrm {d} P+\sum _{\alpha }\sum _{i}\mu _{i}^{\alpha }\,\mathrm {d} n_{i}^{\alpha }}

Calculando la diferencia de las dos últimas ecuaciones obtenemos:

{\displaystyle (\mu _{j}^{\delta }-\mu _{j}^{\beta })\,\mathrm {d} n_{j}<0}

Ya que dnj es positivo, la diferencia de potenciales químicos debe ser negativa: μδj < μβj. Por lo tanto queda demostrado que:

La sustancia j fluye espontáneamente de la fase con potencial químico mayor a la fase con menor potencial químico.

El razonamiento anterior es válido para un número n de fases. Este flujo ocurrirá hasta que el potencial químico de la sustancia j sea igual en todas las fases del sistema. Del mismo modo que la diferencia de temperatura es la fuerza impulsora del flujo de calor entre dos fases, la diferencia de potencial químico es la fuerza que impulsa el flujo de una especie química entre dos fases. El resultado principal de este razonamiento es:

En un sistema cerrado en equilibrio termodinámico, el potencial químico de cualquier sustancia dada es el mismo en todas las fases en las que la sustancia está presente.